# Roman Andrejewitsch Wlassow

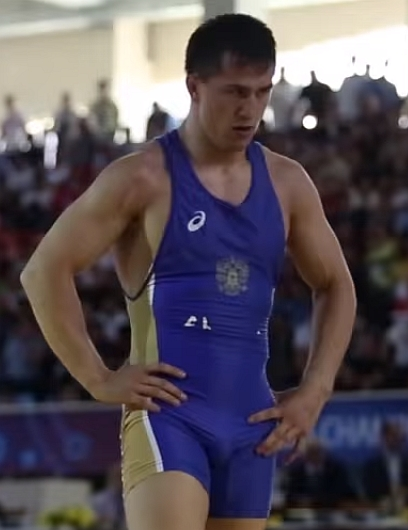
Roman Wlassow

Roman Andrejewitsch Wlassow (russisch Роман Андреевич Власов; * 6. Oktober 1990 in Nowosibirsk) ist ein russischer Ringer. Er wurde 2011 und 2015 Weltmeister und 2012 und 2016 Olympiasieger im griechisch-römischen Stil im Weltergewicht.

## Werdegang
Roman Wlassow stammt aus Sibirien, wo er mit seiner Mutter Tamara Leonidowna und seinem älteren Bruder Artjom, der ebenfalls Ringer ist, aufwuchs. Er begann im Jahre 2000 im Alter von 10 Jahren mit dem Ringen und spezialisierte sich dabei auf den griechisch-römischen Stil. Im Jahre 2002 wurde Wiktor Michailowitsch Kusnezow sein Trainer, der ihn heute noch betreut. Er gehört inzwischen dem Sportklub Alexander-Karelin Nowosibirsk an. Er ist Armeeangehöriger, bei der er auch seine wirtschaftliche Basis hat.
Bereits im Juniorenalter war er sehr erfolgreich. So wurde er im Jahre 2006 in Istanbul Junioren-Europameister der Kadetten in der Gewichtsklasse bis 46 kg und wiederholte diesen Erfolg im Jahre 2007 in Warschau in der Gewichtsklasse bis 54 kg Körpergewicht. 2008 und 2009 konnte er sich für keine der internationalen Nachwuchsmeisterschaften qualifizieren. 2010 wurde er aber in Budapest Junioren-Weltmeister im Weltergewicht.
Im Jahre 2011 kam dann sein Durchbruch. Nach der Aufnahme in die russische Ringer-Nationalmannschaft wurde er von Cheftrainer Gogi Koguaschwili besonders gefördert. Er überzeugte dann gleich beim renommierten internationalen Turnier „Iwan-Poddubny“ in Tjumen, wo er im Weltergewicht vor Warteres Warteressowitsch Samurgaschew, Emil Scharafedtinow, Ildar Bataschow und Alexander Tschechirkin gewann und mit diesen Ringern die Creme der russischen Weltergewichtler hinter sich ließ. Er wurde dann auch russischer Meister im Weltergewicht vor Emil Scharafedtinow, Alexander Tschechirkin und Iljas Magomadow.
Bei der Europameisterschaft 2011 in Dortmund siegte er über Fabian Jänicke, Deutschland, Nikolai Daragan, Ukraine und Ilian Gerogiew, Bulgarien, verlor aber im Halbfinale gegen Péter Bácsi aus Ungarn. Im Kampf um eine Bronzemedaille besiegte er dann Arsen Dschulfalakjan aus Armenien mit 2:1 Runden (0:2, 1:0, 1:0 Punkte).
Zum Höhepunkt des Ringerjahres, der Weltmeisterschaft 2011 in Istanbul trat er in noch besserer Form an und besiegte dort Vojtech Jakus, Slowakei, Robert Rosengren, Schweden, Farshad Alizadeh Kalehkeshi, Iran, Neven Žugaj, Kroatien und im Finale Selçuk Çebi aus der Türkei (2:0 Runden, 1:0, 1:0 Punkte) und wurde damit auf Anhieb Weltmeister bei den Eliteringern.
Für diesen Erfolg wurde er am 22. November 2011 von Präsident Dmitri Medwedew im Kreml zusammen mit anderen erfolgreichen Sportler persönlich geehrt.
Am 5. August 2012 feierte Roman Wlassow einen weiteren großen Erfolg. Er wurde bei den Olympischen Spielen in London mit Siegen über Mark Overgaard Madsen, Dänemark, Christophe Guénot, Frankreich, Aleksandr Kazakevič, Litauen und Arsen Dschulfalakjan, Armenien in überlegenem Stil Olympiasieger.
2013 wurde Roman Wlassow in Tiflis erneut in überlegenem Stil Europameister. Er besiegte auf dem Weg zu diesem Erfolg Arturas Sekus, Litauen, Piotr Prepiorka, Polen, Jawor Janakiew, Bulgarien, Alexander Dschemanovich, Belarus und Surab Datunaschwili, Georgien. Bei der russischen Meisterschaft 2013 war er nicht am Start. Dafür startete er im Juli 2013 bei der Universiade in Kasan und siegte dort vor Hadi Alizadeh Pournia, Iran, Asren Dschulfalakjan und Dimitri Pyschkow, Ukraine. Bei der Weltmeisterschaft dieses Jahres in Budapest stand er nach Siegen über Alvis Albino Almendra Jimenez, Panama, Arsen Dschulfalakjan, Esengeldi Koschubek Uulu, Kirgisistan und Mark Overgaard Madsen, Dänemark im Endkampf. In diesem stand er dem Olympiasieger von 2012 im Leichtgewicht Kim Hyeon-woo aus Südkorea gegenüber. Er verlor diesen Kampf knapp nach Punkten (0:2 Runden, 1:2 Punkte) und wurde damit „nur“ Vize-Weltmeister. Erst nach dem Kampf wurde bekannt, dass Roman Wlassow in diesen Kampf leicht grippegeschwächt gegangen ist.
Im Januar 2014 verlor Roman Wlassow beim renommierten „Iwan-Poddubny“-Memorial in Tjumen in der neuen Gewichtsklasse bis 75 kg nach langer Zeit wieder gegen einen russischen Ringer. Alexander Tschechirkin besiegte ihn dort nach Punkten. Bei der Europameisterschaft 2014 in Vantaa/Finnland wurde deshalb Alexander Tschechirkin eingesetzt. Roman Wlassow stand aber im Mai 2014 beim Welt-Cup in Teheran, einem Mannschaftswettbewerb, der vom Iran gewonnen wurde, in der russischen Mannschaft und besiegte dabei in den drei Kämpfen, in denen er eingesetzt wurde in der Gewichtsklasse bis 75 kg Farshad Alizadeh, Iran, Laszlo Szabo, Ungarn und Furkan Bayrak aus der Türkei. Einen Rückschlag erlebte der Olympiasieger aber wieder im Juni 2014 bei der russischen Meisterschaft in der Gewichtsklasse bis 75 kg, denn er unterlag dort im Finale gegen den Moskauer Bilan Nalgijew und kam deshalb bei dieser Meisterschaft nur auf den 2. Platz. Trotzdem wurde Roman Wlassow bei der Weltmeisterschaft im September 2014 in Taschkent eingesetzt. Es zeigte sich aber erneut, dass er nicht mehr in der Form der Vorjahre war. Er siegte zwar in seinem ersten Kampf gegen Richard Rico aus der Slowakei, verlor aber dann in seinem zweiten Kampf gegen Andrew Bisek aus den Vereinigten Staaten. Da Bisek das Finale nicht erreichte, schied Roman Wlassow aus und erreichte nur den 12. Platz.
2015 wurde Roman Wlassow in Las Vegas mit einer konzentrierten Leistung zum zweiten Mal Weltmeister. In der Klasse bis 75 kg besiegte er dabei Arsen Dschulfalakjan, Petr Novak, Tschechien, Peter Bacsi, Ungarn, Doschan Kartikow, Kasachstan, Elwin Mursalijew, Aserbaidschan und Mark Overgaard Madsen, Dänemark.
2016 gewann er dann bei den Olympischen Spielen in Rio de Janeiro wiederum die Goldmedaille in der Gewichtsklasse bis 75 kg Körpergewicht. Auf dem Weg zu diesem Erfolg besiegte er Kim Hyeon-woo, Bin Yang, China, Bozo Starcevic aus Kroatien und im Endkampf Mark Overgaard Madsen.
Nachdem Roman Wlassow 2017 russischer Meister in der Gewichtsklasse bis 80 kg geworden war, startete er bei der Weltmeisterschaft dieses Jahres in Paris ebenfalls in dieser Gewichtsklasse. Er verlor aber in Paris gleich seinen ersten Kampf gegen Elwin Mursalijew aus Aserbaidschan und landete, da Mursalijew das Finale nicht erreichte, abgeschlagen auf dem 20. Platz.
2018 war Roman Wlassow nur bei der Europameisterschaft in Kaspiisk am Start. Er gewann dort in der Gewichtsklasse bis 77 kg mit Siegen über Igor Besleaga, Moldawien, Tornike Dschamaschwili, Georgien, Elwin Mursalijew und Viktor Nemes, Serbien den dritten Europameister-Titel.
bei der Europameisterschaft 2019 in Bukarest fügte er diesem Titel in der gleichen Gewichtsklasse einen weiteren Titel hinzu. Auf dem Weg zu diesem Erfolg besiegte er Bozo Starcevic, Kroatien, Mykola Daragan, Ukraine, Viktor Nemes und Fatih Cengiz, Türkei. Bei der Weltmeisterschaft dieses Jahres in Nur-Sultan (Kasachstan) Besiegte Roman Wlassow zunächst Yang Bin aus China und Daniel Alexandrow Tihomirow aus Bulgarien, unterlag aber dann gegen den Lokalmatadoren Aschkat Dilmuchamedow nach Punkten (0:3). Da dieser das Finale nicht erreichte, schied er vorzeitig aus und belegte nur den 8. Platz.

## Internationale Erfolge
| Jahr | Platz | Wettbewerb                                      | Gewichtsklasse | Ergebnis |
| 2006 | 1.    | Junioren-EM (Cadets) in Istanbul                | bis 46 kg      | vor Həsən Əliyev, Aserbaidschan und Wiktor Sveglimtew, Moldawien |
| 2007 | 1.    | Junioren-EM (Cadets) in Warschau                | bis 54 kg      | vor Timo Badusch, Deutschland und Lenur Temirow, Ukraine |
| 2010 | 1.    | Junioren-WM in Budapest                         | Welter         | nach Siegen über Glebs Silovs, Lettland, Jonas Bossert, Schweiz, Florian Marchl, Österreich, Veli-Katri Suominen, Finnland und Besiki Saldadse, Usbekistan                                        |
| 2011 | 1.    | „Iwan-Poddubny“-Memorial in Tjumen              | Welter         | vor Warteres Warteressowitsch Samurgaschew, Emil Scharafedtinow, Ildar Bataschow u. Alexander Tschechirkin, alle Russland                                                                         |
| 2011 | 3.    | Welt-Cup in Minsk                               | Welter         | hinter Aljaksandr Kikinjou, Belarus u. Farshad Alizadeh Kalehkeshi, Iran |
| 2011 | 3.    | EM in Dortmund                                  | Welter         | nach Siegen über Fabian Jänicke, Deutschland, Nikolai Daragan, Ukraine u. Ilian Georgiew, Bulgarien, einer Niederlage gegen Péter Bácsi, Ungarn u. einem Sieg über Arsen Dschulfalakjan, Armenien |
| 2011 | 1.    | „Wladyslaw-Pytlasinski“-Memorial in Radom       | Welter         | vor Edgar Babajans, Polen, Neven Žugaj, Kroatien u. Aleksandr Kazakevič, Lettland |
| 2011 | 1.    | WM in Istanbul                                  | Welter         | nach Siegen über Vojtech Jakus, Slowakei, Robert Rosengren, Schweden, Farshad Alizadeh Kalehkeshi, Neven Žugaj und Selçuk Çebi, Türkei                                                            |
| 2011 | 1.    | Haparanda-Cup                                   | Welter         | vor Bilan Nalgijew und Ruslan Rsakow, beide Russland |
| 2012 | 1.    | „Iwan-Poddubny“-Memorial in Tjumen              | Welter         | vor Ermil Scharafedtinow, Konstantin Schipajew und Anton Chomchenko, alle Russland |
| 2012 | 1.    | Thor-Masters in Nyköping                        | Welter         | vor Mark Overgaard Madsen, Dänemark und Timo Badusch, Deutschland |
| 2012 | 1.    | EM in Belgrad                                   | Welter         | vor Manuchar Tschadaia, Georgien, Aleksandr Kazakevič, Litauen und Arsen Dschulfalakjan, Armenien                                                                                                 |
| 2012 | 1.    | „Wladiyslaw-Pytlasinksi“-Memorial in Racibórz   | Welter         | vor Mark Overgard Madsen, Edgar Babajans und Piotr Przepiorka, beide Polen |
| 2012 | Gold  | OS in London                                    | Welter         | mit Siegen über Mark Overgaard Madsen, Christophe Guénot, Frankreich, Aleksandr Kazakevič, Litauen und Arsen Dschulfalakjan, Armenien                                                             |
| 2013 | 1.    | „Iwan-Poddubny“-Memorial in Tjumen              | Welter         | vor Alexander Tschechirkin und Ewgeni Popow, beide Russland |
| 2013 | 3.    | Welt-Cup in Teheran                             | Welter         | hinter Seref Tüfenk, Türkei und Farshad Alizadeh Kelechkeshi, Iran |
| 2013 | 1.    | EM in Tiflis                                    | Welter         | nach Siegen über Arturas Sekus, Litauen, Piotr Przepiorka, Yawor Janakiew, Bulgarien, Alexander Dschemjanowich, Belarus und Surab Datunaschwili, Georgien                                         |
| 2013 | 1.    | Universiade in Kasan                            | Welter         | vor Hadi Alizadeh Pournia, Iran, Arsen Dschulfalakjan, Armenien und Dimitri Pyschkow, Ukraine |
| 2013 | 2.    | WM in Budapest                                  | Welter         | nach Siegen über Alvis Albino Almendra Jimenez, Panama, Arsen Dschulfalakjan, Esengeldi Koschubek Uulu, Kirgisistan und Mark Overgaard Madsen und einer Niederlage gegen Kim Hyeon-woo, Südkorea  |
| 2013 | 1.    | Copa Brasil in Rio de Janeiro                   | Welter         | vor Angelo Moreira, Brasilien und Adel Sadykow, Russland |
| 2014 | 2.    | „Iwan-Poddubny“-Memorial in Tjumen              | bis 75 kg      | hinter Alexander Tschechirkin, vor Adlan Akijew und Konstantin Schipajew, alle Russland |
| 2014 | 12.   | WM in Taschkent                                 | bis 75 kg      | nach einem Sieg über Richard Rico, Slowakei und einer Niederlage gegen Andrew Bisek, USA |
| 2015 | 1.    | „Wladyslaw-Pytlasinksi“-Memorial in Warschau    | bis 75 kg      | vor Bozo Starcevic, Kroatien, Ruslan Issakow und Alexander Tschechikin, beide Russland |
| 2015 | 1.    | WM in Las Vegas                                 | bis 75 kg      | nach Siegen über Arsen Dschulfalakjan, Peter Novak, Tschechien, Peter Bacsi, Ungarn, Doschan Kartikow, Kasachstan, Elwin Mursalijew, Aserbaidschan und Mark Overgaard Madsen, Dänemark            |
| 2016 | 2.    | „Iwan-Poddubny“-Memorial in Tjumen              | bis 75 kg      | hinter Tschingis Labasanow und vor Islam Magomedow und Biljan Nalgijew, alle Russland |
| 2016 | Gold  | OS in Rio de Janeiro                            | bis 75 kg      | nach Siegen über Kim Hyeon-woo, Bin Yang, China, Bozo Starcevic, Kroatien und Mark Overgaard Madsen                                                                                               |
| 2017 | 20.   | WM in Paris                                     | bis 80 kg      | nach einer Niederlage gegen Elwin Mursalijew, Aserbaidschan |
| 2018 | 1.    | „Iwan-Poddubny“-Memorial in Moskau              | bis 77 kg      | vor Ruslan Isakow, Islam Opiew und Ruslan Wardanjan, alle Russland |
| 2018 | 1.    | „Kristjan-Palusalu“-Memorial in Tallinn         | bis 77 kg      | vor Alex Michel Bjurberg Kessidis, Schweden, Oldrich Varga, Tschechien und Juri Denisow, Russland                                                                                                 |
| 2018 | 1.    | EM in Kaspiisk                                  | bis 77 kg      | nach Siegen über Igor Besleaga, Moldawien, Tornike Dschamaschwili, Georgien, Elwin Mursalijew und Viktor Nemes, Serbien                                                                           |
| 2019 | 2.    | „Dan-Kolow“ & „Nikola-Petrow“-Memorial in Russe | bis 77 kg      | hinter Daniel Alexandrow Tihomirow, Bulgarien, vor Daniel Cataraga, Moldawien und Tamerlan Schadukajew, Kasachstan                                                                                |
| 2019 | 1.    | EM in Bukarest                                  | bis 77 kg      | nach Siegen über Bozo Starcevic, Kroatien, Mykola Daragan, Ukraine, Viktor Nemes und Fatih Cengiz, Türkei                                                                                         |
| 2019 | 1.    | Großer Preis von Deutschland in Dortmund        | bis 74 kg      | vor Zoltan Levai, Ungarn, Alex Michel Bjurberg Kessidis, Schweden und Aschkat Dilmuchamedow, Kasachstan                                                                                           |
| 2019 | 8.    | WM in Nur-Sultan                                | bis 74 kg      | nach Siegen über Yang Bin, China und Daniel Alexandrow Tihomirow, Bulgarien und einer Niederlage gegen Aschkat Dilmuchamedow                                                                      |

## Russische Meisterschaften
| Jahr | Platz | Gewichtsklasse | Ergebnis                                                           |
| ---- | ----- | -------------- | ------------------------------------------------------------------ |
| 2011 | 1.    | Welter         | vor Emil Scharefedtinow, Alexander Tschechirkin u. Iljas Magomadow |
| 2014 | 2.    | bis 75 kg      | hinter Bilan Nalgijew, vor Ruslan Issakow und Bislan Assakalow     |
| 2017 | 1.    | bis 80 kg      | vor Adlan Akiew, Gadschimurad Dschalalow und Asamat Chalulow       |
| 2018 | 1.    | bis 77 kg      | vor Islam Opijew, Ramasan Abacharajew und Irakli Kalandija         |

Erläuterungen
- alle Wettkämpfe im griechisch-römischen Stil
- OS = Olympische Spiele, WM = Weltmeisterschaft, EM = Europameisterschaft
- Weltergewicht, Gewichtsklasse bis 74 kg Körpergewicht (bis 31. Dezember 2013), seit 1. Januar 2014 gilt eine neue Gewichtsklasseneinteilung durch die FILA
- Der Ringer-Weltverband FILA hat sich im September 2014 in UWW (United World Wrestling) umbenannt

## Abseits des Sports
Im Jahr 2013 hat Roman Wlassow an der Nowosibirsker Agraruniversität ein Jurastudium abgeschlossen.
Er hat bei den Russischen Streitkräften gedient und führt seit 2016 den Dienstgrad des Oberleutnants.